# Joschka Fischer
Joseph Martin "Joschka" Fischer (født 12. april 1948 i Gerabronn i Baden-Württemberg), er en tysk politiker, der var udenrigsminister og viceforbundskansler i Gerhard Schröders regering i 1998-2005.
Joschka Fischer deltog som ung i den vesttyske studenterbevægelse. 
Han var i 1983-85 og 1994-2006 medlem af Forbundsdagen for Tysklands miljøparti Die Grünen (der i 1993 skiftede navn til Bündnis 90/Die Grünen). I 1985-94 var Fischer aktiv delstatspolitiker i Hessen, i 1985-87 og 1991-94 som energi- og miljøminister i delstatsregeringen.
Efter valget til Forbundsdagen i 1998 dannedes en koalition mellem SPD og Bündnis 90/Die Grünen, hvilket førte til, at Fischer fik posten som tysk udenrigsminister. Joschka Fischer var udenrigsminister frem til 2005 men afgik efter valget, da SPD indgik koalition med CDU/CSU.
1. ↑  Navnet er anført på svensk og stammer fra Wikidata hvor navnet endnu ikke findes på dansk.